# SodaStream
SodaStream International Ltd. è un'azienda israeliana con sede a Kfar Saba, dal 2018 di proprietà della multinazionale PepsiCo, specializzata nella produzione di gasatori e di concentrati e cilindri di anidride carbonica per ottenere a domicilio acqua e bevande analcoliche frizzanti.

## Storia
Il primo apparecchio per la gasatura dell'acqua venne ideato nel 1903 a Londra da Guy Hugh Gilbey, il quale gli diede il nome di Apparatus for aerating liquids ("apparecchio per aerare i liquidi"). I suoi prodotti venivano venduti alle famiglie benestanti, tra cui la famiglia reale britannica. I primi concentrati apparvero negli anni 1920, mentre la prima macchina per la produzione di acqua gassata per uso domestico fu prodotta nel 1955. Inizialmente venduta solo nel Regno Unito, la macchina venne poi esportata anche in altri Paesi, tra cui l'Australia e la Germania.
SodaStream, che inizialmente era una filiale della distilleria W&A Gilbey, in cui lavorava il suo inventore, e che successivamente passò di mano in mano a diversi proprietari, venne ceduta nel 1985 a Cadbury Schweppes. Nel 1998 venne rilevata da Soda-Club, azienda israeliana fondata nel 1991 e distributrice esclusiva di SodaStream in Israele tra il 1978 e il 1991.
Il 20 agosto 2018 SodaStream è stata acquistata da PepsiCo per 3,2 miliardi di dollari.
A causa di un calo delle vendite a livello mondiale, tra il 2021 e il 2023 l'azienda ha disposto il licenziamento di circa 500 dipendenti complessivi (300 ad ottobre 2021, 120 a dicembre 2022 e tra i 70 e gli 80 a maggio 2023).

## Prodotti
I gasatori SodaStream producono bevande gassate aggiungendo anidride carbonica, immagazzinata sotto pressione in una bombola proprietaria. Oltre alla macchina e alla cartuccia del gas, il set è dotato di una o più bottiglie riutilizzabili, ma con data di scadenza indicata sulle bottiglie stesse, che devono essere sostituite dopo tale data.
SodaStream adotta il marketing verde nelle sue campagne pubblicitarie, focalizzando l'attenzione sulla non proliferazione delle bottiglie di plastica monouso grazie all'impiego dei suoi prodotti: ad esempio nell'aprile 2023, in occasione della Giornata della Terra, l'azienda dichiarò che nel 2022, grazie al suo sistema per produrre acqua frizzante fai da te, erano stati risparmiati 5 miliardi di bottiglie di plastica monouso.
Al 2023 SodaStream vende i suoi prodotti in 45 Paesi del mondo.

## Controversie
La Corte di giustizia dell'Unione europea stabilì nel 2010 che i gasatori SodaStream non potevano essere definiti "Made in Israel" in quanto venivano prodotti in Cisgiordania, escludendoli pertanto dagli accordi di cooperazione doganale tra Israele e Unione europea.
Nel gennaio 2014 l'attrice Scarlett Johansson rinunciò al suo ruolo di ambasciatrice dell'associazione umanitaria Oxfam, che ricopriva dal 2005, dopo essere divenuta una testimonial pubblicitaria per SodaStream, ricevendo a causa di ciò numerose critiche dovute alle attività dell'azienda condotte in Cisgiordania.
A partire dal 2014, SodaStream è stata oggetto di una campagna pluriennale di boicottaggio (in cui vengono presi di mira anche altri marchi come Eden Springs, Uzi, Airbnb e Jaffa) da parte di diverse associazioni e movimenti internazionali, tra cui Boicottaggio, disinvestimento e sanzioni (BDS), che denunciano l'occupazione dei territori palestinesi da parte di Israele. L'azienda era accusata all'epoca di avere la sua fabbrica principale a Mishor Adumim, zona industriale dell'insediamento illegale israeliano di Ma'aleh Adumim, in Cisgiordania, in cui erano occupati 1300 lavoratori, di cui 350 ebrei israeliani, 450 arabi israeliani e 500 palestinesi della Cisgiordania.
Nell'ottobre 2015, SodaStream procedette alla chiusura del suo stabilimento principale a Ma'ale Adummim e al suo trasferimento in una nuova fabbrica a Lehavim, nei pressi di Rahat, nel deserto del Negev. A seguito di tale provvedimento, l'azienda annunciò nel febbraio 2016 il licenziamento di 74 lavoratori palestinesi, poiché non era riuscita a ottenere dal governo israeliano i permessi per poterli impiegare nella sua nuova fabbrica; nel maggio 2017, però, il governo israeliano rinnovò i permessi ai 74 lavoratori palestinesi, che così poterono essere reintegrati nell'azienda. Il nuovo stabilimento, denominato Island of Peace ("isola della pace"), impiega indifferentemente ebrei eritrei, musulmani e donne dei villaggi beduini, ha quattro sale di preghiera islamiche e una sinagoga.
Nel dicembre 2018 SodaStream annunciò la creazione di uno stabilimento produttivo nella Striscia di Gaza.